# فرودگاه سانتاندر
فرودگاه سانتاندر (به انگلیسی: Santander Airport) (به زبان بومی: Aeropuerto de Santander) یک فرودگاه همگانی مسافربری ۲۰۱۱ با کد یاتا SDR است که یک باند فرود آسفالت دارد و طول باند آن 2,420x45 متر است. این فرودگاه در کشور اسپانیا قرار دارد و در ارتفاع ۵ متری از سطح دریا واقع شده است.

## شرکت‌های هواپیمایی و مقصدهای پروازی
| شرکت‌های هواپیمایی                    | مقصدهای پروازی |
| ------------------------------------ | --- |
| Evelop Airlines                      | چارتر فصلی: آلیکانته-الچه |
| ایبریا ایرلاین                       | مادرید-باراخاس |
| ایبریا ایرلاین اجرا توسط ایر نوستروم | مادرید-باراخاس فصلی: گرن کناریا، لیسبون پورتلا |
| رایان‌ایر                             | بارسلونا-ال پرات، برلین شونفلد، بروکسل جنوب شرلروآ، ادینبرو، استانستد لندن، مالاگا، مراکش-منارا (آغاز از ۳۰ اکتبر ۲۰۱۷), چمپینو، رم، تنریف جنوبی، والنسیا فصلی: اوریو آل سریو، دوبلین، ویزه |
| ویولینگ                              | بارسلونا-ال پرات فصلی: آلیکانته-الچه، تنریف شمالی، تنریف جنوبی |
| ولوتی                                | فصلی: ایبیزا، منورکا، سن پابلو، والنسیا، ونیز مارکو پولو |
| ویز ایر                              | شوپن ورشو |